# Vladimír Jedenáctík
Vladimír Jedenáctík (18. července 1905 Brno – 9. srpna 1980 Praha) byl český herec, operní pěvec – basista a hudební pedagog.

## Život
Základy klavírní hry a zpěvu získal od své matky, žačky Leoše Janáčka. Otec byl tajemníkem Zemského divadla Brno. Studoval obchodní akademii v Brně a během studia improvizoval na klavír během promítání němých filmů v brněnských kinech. Kvůli výdělku pro rodinu hrál také v Bohém baru. Po soukromém studiu hry na klavír a studiu zpěvu u Valentina Šindlera a Máši Fleischerové studoval ještě rok (do června 1924 do září 1925) na brněnské konzervatoři, kde také v roce 1926 složil státní zkoušku z klavíru, sborového a sólového zpěvu. Již jako mladý účinkoval v brněnském ochotnickém dělnickém divadle Bratrství. Od roku 1926 pak působil v brněnské opeře Zemského divadla na záskok od 1. září 1927 s trvalou smlouvou. Po posledním představení Dvořákovy opery Čert a Káča 11. listopadu 1941 přešel v roce 1942 do pražského Národního divadla, kde byl v angažmá do 31. prosince 1973, kdy odešel do důchodu.
Kromě velmi dobré pěvecké techniky oplýval i velkým hereckým nadáním, které dobře uplatnil v československém filmu (vytvořil přes 20 rolí) a později i v Československé televizi. V letech 1952 až 1959 vyučoval hereckou výchovu na katedře operní režie a zpěvu na HAMU.
Za svůj život nastudoval téměř 200 operních rolí, z toho přes 100 v pražském Národním divadle.

## Ocenění
- 1958 titul zasloužilý umělec